# Андреевский район (Запорожская область)
Андреевский район — административная единица Украинской ССР, существовавшая в 1923—1930 и 1935—1962 годах.

## История
Новопавловский район с центром в селе Новопавловка был образован 7 марта 1923 года в составе Бердянского округа Екатеринославской губернии.
10 декабря 1924 года центр района был перенесён в село Андреевка, а сам район переименован в Андреевский район.
3 июня 1925 года Бердянский округ был упразднён. При этом Андреевский район был реорганизован:
- сёла Андреевка, Успеновка, Елисеевка, Новотроицкое, Софиевка, Елизаветовка с переданным из Ногайского района селом Богородицким образовали Андреевский район Мариупольского округа
- Дмитровский и Новопавловский сельсоветы Андреевского району были переданы в Ногайский район Мелитопольского округа
- оставшаяся часть территории прежнего Андреевского района была включена в состав нового Романовского района Мелитопольского округа.

В 1930 году окружная система в СССР была упразднена. При этом был упразднён и Андреевский район — его территория была передана в Бердянский район.
17 февраля 1935 года Андреевский район был восстановлен в составе Днепропетровской области. 10 января 1939 года Андреевский район был передан в Запорожскую область.
В 1957 году районный центр Андреевка получила статус посёлка городского типа.
30 декабря 1962 года Андреевский район был упразднён. При этом Берестовский с/с был передан в Куйбышевский район, а остальная его часть — в Бердянский район.